# Соболь, Юрий Алексеевич
Ю́рий Алексе́евич Со́боль (укр. Соболь Юрій Олексійович; 20 марта 1966) — советский, российский и украинский футболист, нападающий, иногда игравший на позиции защитника.

## Карьера
C 1983 по 1984 год выступал за «Кубань», провёл 27 матчей, забил 1 мяч. С 1985 по 1986 играл за ростовский СКА, в 24 встречах отметился 1 голом, после чего в 1987 году вернулся в «Кубань», где затем до 1991 года провёл 142 матча и забил 23 мяча.
С 1991 по 1992 год выступал за грузинский клуб «Самтредиа», в 33 играх забил 17 голов. 28 марта 1992 года провёл 1 встречу за украинскую «Ворсклу», после чего снова вернулся в «Кубань», где сыграл 11 матчей и забил 3 мяча в Высшей лиге России.
С 1993 по 1994 год выступал за камышинский «Текстильщик», в его составе провёл 26 игр и забил 3 гола в чемпионате России. Сезон 1994 года доигрывал в «Ладе», в 19 встречах отметился 4 мячами.
С 1995 по 1996 год снова играл за «Ворсклу», провёл 50 матчей, забил 24 гола. С 1997 по 1998 год сыграл 28 встреч и забил 2 мяча в составе клуба «Кремень» в лиге, и 1 игру провёл в Кубке Украины.